# آلفرد سوین تیلور
آلفرد سوین تیلور (انگلیسی: Alfred Swaine Taylor؛ ‏ ۱۱ دسامبر ۱۸۰۶ – ۲۷ مهٔ ۱۸۸۰) سم‌شناس، پزشک و مؤلف کتاب‌های پزشکی اهل پادشاهی متحد بریتانیای کبیر و ایرلند بود. وی را پدر پزشکی قانونی بریتانیا نامیده‌اند. او همچنین یکی از نخستین هنرمندان تجربه‌گر در عکاسی بود.
وی رشتهٔ پرشکی را در بیمارستان گایز و بیمارستن سنت توماس خواند و بعدها کتاب‌های مهمی در زمینه پزشکی قانونی و سم‌شناسی نوشت.
وی همچنین برندهٔ افتخاراتی همچون همکار انجمن سلطنتی شده‌است.